# Pavarandó Grande
Pavarandó Grande es un centro poblado del municipio de Mutatá del departamento de Antioquia, Colombia.

## Historia
Este centro poblado ubicado en el Urabá antioqueño se ha visto afectado por el Conflicto armado interno de Colombia, ya que se han presentado enfrentamientos entre grupos armados (como las FARC-EP con el Frente 5, los grupos paramilitares y la Fuerza Pública) y actos violentos contra la población civil como  desplazamiento masivo (Según el Registro Único de Víctimas del Gobierno en 1996, fueron 4568 desplazados, y en 1997: 54 108 personas fueron expulsadas de sus territorios en oleadas sucesivas.personas en 1996 y 1997). En 1997 el Bloque Bananero de las Autodefensas Unidas de Colombia masacró a 10 personas. En 1998 se registró la llamada Batalla de Pavarandó entre el Ejército Nacional y las FARC-EP, donde serían secuestrados militares que en su rescate se presentó la Batalla de Tamborales en Riosucio (Chocó), Municipio cercano a Mutatá. En 2018 se denunció la presencia de las Autodefensas Gaitanistas de Colombia originando desplazamientos forzados.

## Geografía
Se ubica un resguardo indígena que abarca territorio del vecino municipio de Riosucio (Chocó).
Río Pavarandó.